# استفان برژس
استفان برژس (فرانسوی: Stéphane Bergès‎؛ زادهٔ ۹ ژانویهٔ ۱۹۷۵ ‏(۵۰ سال)) دوچرخه‌سوار اهل فرانسه است.